# Будівництво 90 і ВТТ
Будівництво 90 і ВТТ — спеціалізований виправно-трудовий табір в системі ГУЛАГу, організований в 1947 році в Московській області. Ув'язнені використовувалися для будівництва та обслуговування різних наукових і промислових об'єктів в Москві і області, а також на ряді інших допоміжних виробництв.
Організований 31.12.47 (перейменований з ВТТ Спеціального будівництва);

закритий між 17.03.49 і 15.04.49 (перейменований в Будівництво 560 і ВТТ)
Підпорядкований: ГУЛПС (рос. Главпромстрой).
Дислокація: м.Москва

## Виконувані роботи
- Будівництво об'єкта 392 Головного управління охорони МГБ до 30.10.1948, з 01.01.1949 — об'єкта «В» (нині Фізико-енергетичний інститут у м.Обнінську), яке перейшло від розформованого ВТТ «В-1».
- Будівництво НДІ-9 (нині Науково-дослідний інститут неорганічних матеріалів, ВНИИНМ).
- Будівництво Лабораторії № 3 АН СРСР (нині Інститут теоретичної та експериментальної фізики).
- Будівництво Головної будівлі МДУ на Ленінських горах.
- Будівництво виробничої бази в Карачарові (майстерень з виготовлення металоконструкцій і ліфтів для Головної будівлі МДУ).
- Будівництво керамзитового заводу в Точкові.
- Будівництво Робочого селища в Кунцево.
- Будівництво житлових будинків на ОСТАПІВСЬКОМУ шосе (між площею Селянської Застави і ОСТАПІВСЬКИМ проїздом).
- Обслуговування заводу № 6 у Водниках.
- Обслуговування бази виробничих підприємств Управління будівництва Палацу Рад в Лужниках.
- Будівництво будівель Центральних державних архівів на Великій Пироговській вул., буд. 17 до 16.06.1948 (нині Державний архів Російської Федерації (ГА РФ), Російський державний архів економіки (РГАЕ), Російський державний архів давніх актів (РГАДА)).
- Лісозаготівлі.
- Робота на Василівському кар'єрі в Калузькій області і будівництво залізничної гілки до нього.
- Робота на Дубенському вапняковому кар'єрі в Коломенському районі Московської області.

## Чисельність ув'язнених
- 01.01.1948 — 11194
- 01.01.1949 — 11 603 (Обліково-розподільний відділ ГУЛАГу)